# 終審法院大楼

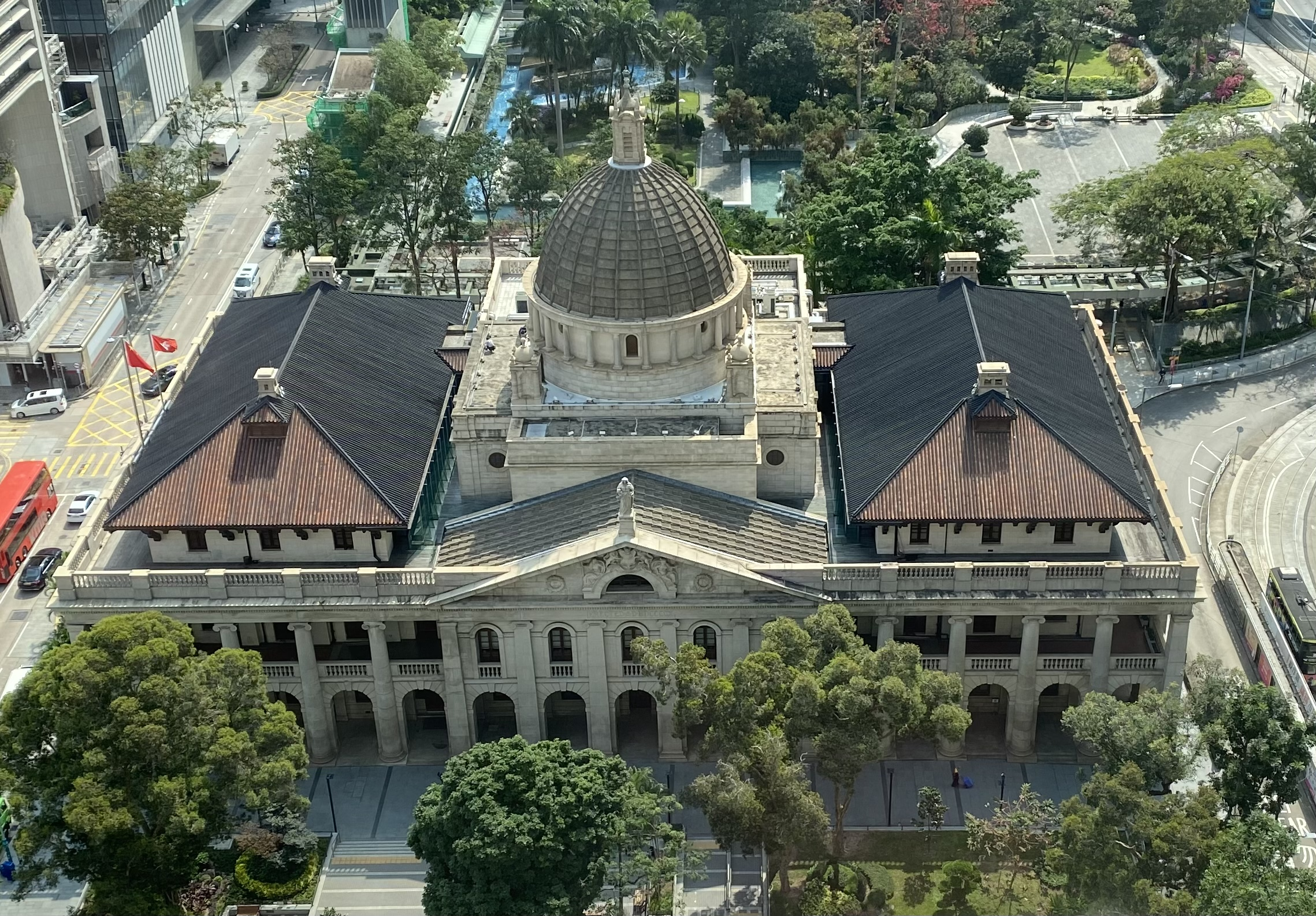
終審法院大楼

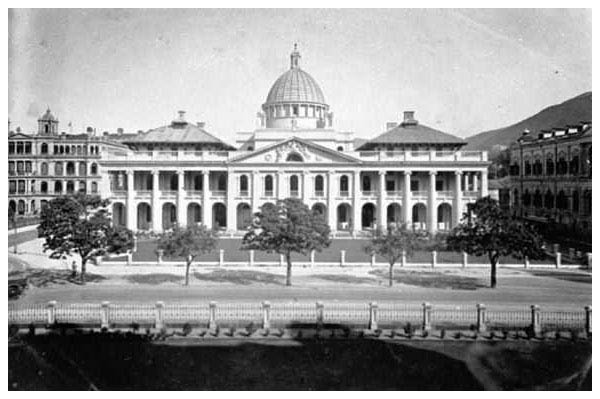
1915年

終審法院大楼（しゅうしんほういんたいろう、中国語: 終審法院大樓、英語: The Court of Final Appeal Building）、は香港中環（セントラル）にある建築である。1912年に竣工したネオ・クラシック建築だが、極東建築の特徴もミックスした。1984年に香港法定古蹟に登録した。
この建物は香港最高法院、および香港立法会に使われたが、太平洋戦争中は旧日本軍に憲兵本部として徴用された。2015年9月7日からは香港終審法院のオフィスとして利用されている。